# توماس بيكر (جندي)
توماس بيكر (بالإنجليزية: Thomas Baker)‏ هو جندي أمريكي، ولد في 25 يونيو 1916 في تروي في الولايات المتحدة، وتوفي في 7 يوليو 1944 في سايبان في الولايات المتحدة.